# Massabeweging

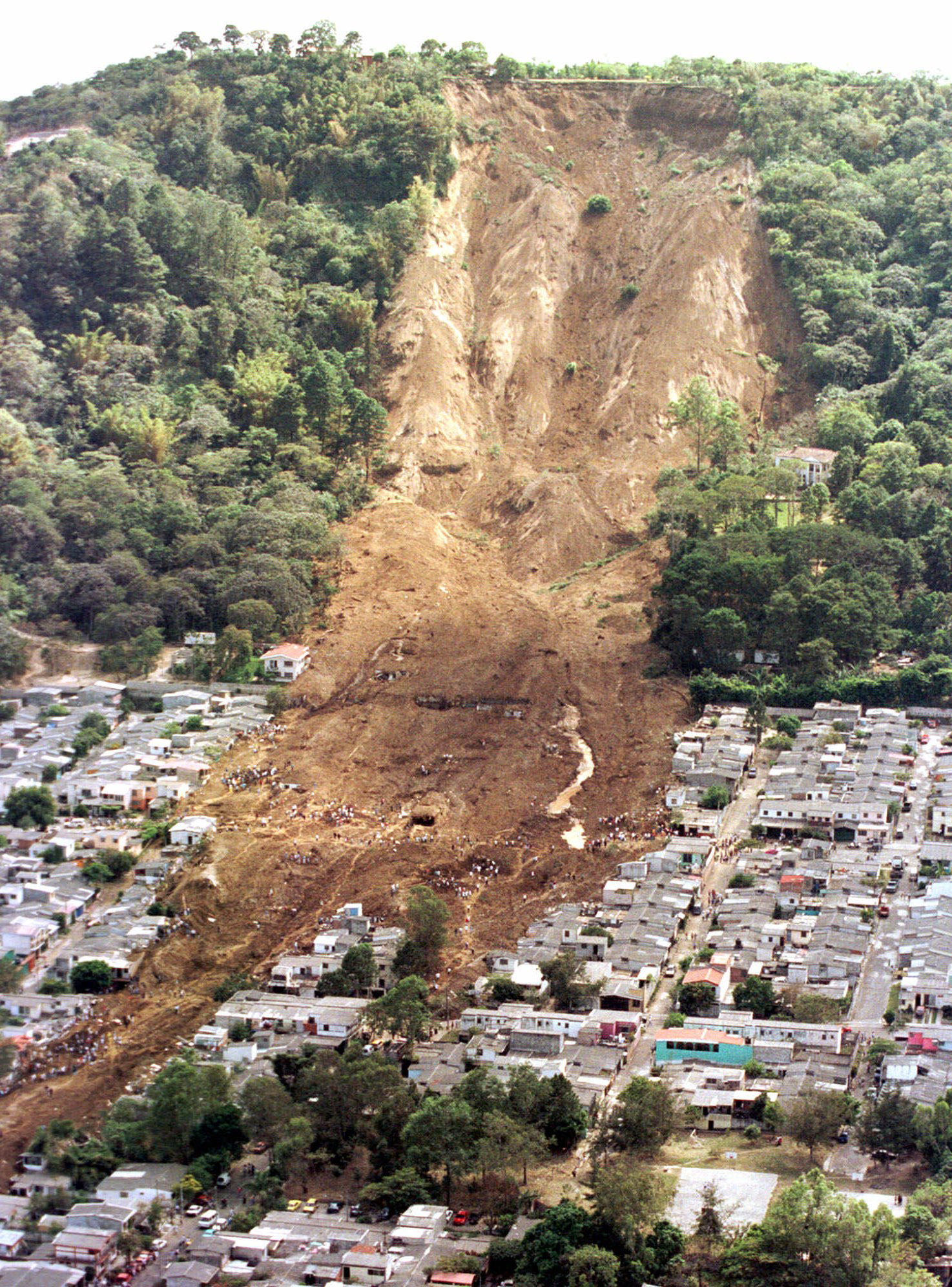
Een voorbeeld van massabeweging met ingrijpende gevolgen: Een door aardbevingen veroorzaakte aardverschuiving in 2001 in El Salvador

Onder massabeweging (Engels: mass movement of mass wasting) wordt in de aardwetenschappen het transport van materiaal onder invloed van de zwaartekracht verstaan. Massabeweging is daarmee een van de landschapsvormende processen.
Massabewegingen worden geclassificeerd naar de aard van de beweging, het getransporteerde materiaal en de snelheid van de beweging. Er worden doorgaans vier hoofdtypen onderscheiden:
- Bodemkruip: Langzame, 'kruipende' beweging van de bovenste meter(s) van het bodemoppervlak.
- Stromen: het getransporteerde materiaal gedraagt zich als een vloeistof (bijvoorbeeld puinstromen, modderstromen, solifluctie).
- Verschuivingen: de beweging vindt plaats over een schuifvlak (zie ook aardverschuivingen).
- Afstortingen: het materiaal valt, of beweegt in hoge snelheid over de helling zonder zich als een vloeistof te gedragen.